# Udo Meyer
Udo Meyer (* 5. Februar 1939 in Wuppertal-Elberfeld) ist ein deutscher Bildhauer.

## Leben
Udo Meyer machte eine Lehre als Steinmetz, bevor er von 1959 bis 1963 bei Kurt Schwippert an der Werkkunstschule Wuppertal und von 1963 bis 1966 an der Kunstakademie Düsseldorf bei Zoltan Székessy studierte. Seit dem Abschluss seiner Studien wirkt er als freischaffender akademischer Bildhauer in Berlin und seit 1969 in Wuppertal. Sein Atelier befindet sich im Sommerhaus Von-der-Heydt auf der Wuppertaler Königshöhe.
Seine Arbeiten umfassen Skulpturen und Plastiken aus Holz, Bronzeguss, Gips, Marmor, Ton oder Wachs sowie aus Steinblöcken gehauene Werke. Zu seinem Sujet zählen Frauenakte, Büsten, Köpfe und Kleinplastiken.

## Auszeichnungen
- 1978 Förderpreis des Von der Heydt-Kulturpreises der Stadt Wuppertal

## Ausgewählte Einzelausstellungen
- 1975 Ausstellung im Von der Heydt-Museum